# تپه چیا گنج
تپهٔ چیا گنج مربوط به دوره نوسنگی تا عصر مس - عصر آهن - سدهٔ ۵ تا ۷ ه‍.ق است و در شهرستان بروجرد، بخش مرکزی، دهستان شیروان، ۱/۱ کیلومتری غرب روستای بزازنا واقع شده و این اثر در تاریخ ۲۸ اسفند ۱۳۸۵ با شمارهٔ ثبت ۱۸۳۴۹ به‌عنوان یکی از آثار ملی ایران به ثبت رسیده است.